# 新加坡报章列表
新加坡的报章列表

## 正在发行
新加坡共发行有中文、英文、马来文、淡米尔文和马拉雅拉姆文新闻的报纸。目前新加坡共有16份报章，其中《新报》及《今日报》为免费索取报刊。
| 语文                | 报章           | 类别         | 首次发行       | 每日发行数目 (2005年)    |
| ------------------- | -------------- | ------------ | -------------- | ------------------------ |
| 中文                | 联合早报       | 每日大报     | 1983年3月16日  | 184,445 (194,640 星期日) |
| 中文                | 新明日报       | 每晚小报     | 1967年3月18日  | 123,526 (124,363 星期六) |
| 中文                | 早报逗号       | 每周学生报   | 2009年1月7日   | 不适用                   |
| 中文                | 大拇指         | 每周学生报   | 2000年1月15日  | 33,577                   |
| 中文                | 小拇指         | 每周学生报   |                |                          |
| 英文                | 商业时报       | 每日商报     | 1976年10月1日  | 31,361                   |
| 英文                | 新报           | 每日免费小报 | 1988年7月26日  | 113,331                  |
| 英文                | 新报星期刊     | 每周免费小报 | 1999年4月11日  | 148,273                  |
| 英文                | 海峡时报       | 每日大报     | 1845年7月15日  | 386,167                  |
| 英文                | 海峡时报星期刊 | 每周大报     | 1931年12月20日 | 392,410                  |
| 英文                | 今日报         | 每日免费小报 | 2000年11月10日 |                          |
| 马来文              | 每日新闻       | 每日大报     | 1957年7月1日   | 55,658                   |
| 马来文              | 每日新闻星期刊 | 每周大报     | 1960年7月10日  | 64,186                   |
| 淡米尔文            | 淡米尔之声     | 每日大报     | 1935年         | 8,790 (15,852 星期日)    |
| 英文和 马拉雅拉姆文 | 侨民快报       | 每两周小报   | 2012年7月15日  | 不适用                   |

## 已在新加坡停刊的报纸
中文
1. 叻报；
2. 南洋總匯新報（Union Times）；
3. 中兴日報；
4. 昭南日報；
5. 南洋商报（与《星洲日报》合并为《联合早报》及《联合晚报》）
6. 星洲日报
7. 星期5周报 每周学生报，首次发行于1991年2月22日，2005年每日发行数目为7万2756份，停刊于2009年1月7日并改名为《早报逗号》。
8. 聯合晚報（自2021年12月24日，併入《新明日報》）

英文
1. 新加坡虎报（英语：Singapore Tiger Standard）（《星洲日报》同系报纸 1950-1959）
2. 东方太阳报（Eastern Sun）（1971年因黑色行动被强行关闭）
3. 新加坡先驱报（英语：Singapore Herald）（1971年因黑色行动被强行关闭）
4. 新国家午报（The New Nation）（《海峡时报》與《墨尔本先驱报（英语：Herald Sun）》合办 1971-1982）
5. 新加坡箴言报（Singapore Monitor）（《南洋》及《星洲》兩报在《新国家午报》基础上创办 1982-1985）
6. 眼球报(Project Eyeball)
7. 街趣报 (Streat)（2005年1月1日与《今日报》合并)
8. 今日报星期刊（英语：Today (Singapore newspaper)） 每周免费小报

淡米尔語
1. 狮友报（英语：Singai Nesan）（周报）

雙語
1. 我报（2016年12月1日和《新報》合併，新的《新報》改為免費報）